# Mimocrossotus
Mimocrossotus is een kevergeslacht uit de familie van de boktorren (Cerambycidae). De wetenschappelijke naam van het geslacht werd voor het eerst geldig gepubliceerd in 1964 door Breuning.

## Soorten
Mimocrossotus omvat de volgende soorten:
- Mimocrossotus rhodesianus Breuning, 1972
- Mimocrossotus ugandicola Breuning, 1964